# Pteromalus doryssus
Pteromalus doryssus is een vliesvleugelig insect uit de familie Pteromalidae. De wetenschappelijke naam is voor het eerst geldig gepubliceerd in 1847 door Walker.